# Peso filipińskie
Peso filipińskie – jednostka walutowa Filipin, zapisywana symbolicznie jako ₱. 1 peso = 100 centavos.
W sierpniu 2006 opublikowano informację, że moneta 1 peso filipińskiego ma rozmiary identyczne, jak mająca dwanaście razy większą wartość moneta 1 dirham Zjednoczonych Emiratów Arabskich; fakt ten przyczynia się do pewnych strat właścicieli automatów przyjmujących monety w Emiratach.